# Кадір Догулу
Кадір Догулу (тур. Kadir Doğulu; нар. 19 квітня 1982, Мерсін) — турецький актор і модель.

## Біографія
Кадір народився в 1982 році в Мерсіні в багатодітній сім'ї; мав п'ять братів. Сім'я була незаможною, тому з дитинства Кадір почав працювати (носив воду, лагодив велосипеди), при цьому завжди мріяв стати барменом.
Коли Кадіру виповнилося 17 років, він переїхав в Стамбул до старшого брата Кемаля, де спробував свої сили в якості бармена і кухаря. Коли надія знайти хорошу роботу покинула Кадіра, він вирішив повернутися до Мерсіна, але в останній момент передумав.

## Кар'єра
Завдяки красивій зовнішності і високому зросту Кадіра помітили і запросили попрацювати моделлю. 2010 року Кадір почав акторську кар'єру, зігравши Алі в серіалі «Маленькі таємниці» з Мерві Болугур, Бураком Озчивітом і Сінему Кобал в головних ролях. Далі зіграв роль Гюнея в серіалі «Погана сімка». 
Широку популярність Кадіру принесла роль Маджида у серіалі «Два обличчя Стамбула». 2015 року Кадір зіграв Гьокхана в серіалі «Повалений любов'ю», його партнеркою стала відома акторка  Ельчин Сангу. 
З 2015 року Кадір грає кримського Хана Мехмеда Ґерая в серіалі «Величне століття. Нова володарка».

## Особисте життя
З 2006 року Кадір зустрічався з відомою турецькою співачкою Ханде Єнер, на початку 2010 року пара розлучилася. 
З середини 2013 року Кадір почав зустрічатися з актрисою Несліхан Атагюль; 26 листопада 2015 року відбулася заручини пари. 8 липня 2016 року Кадір і Несліхан одружилися. 

## Фільмографія
| Рік         |   | Українська назва                 | Оригінальна назва     | Роль             |
| ----------- | - | -------------------------------- | --------------------- | ---------------- |
| 2010 — 2011 | с | Маленькі таємниці                | Küçük Sırlar          | Алі Ерарслан     |
| 2011 — 2013 | с | Погана сімка                     | Pis Yedili            | Гюней Самйелі    |
| 2013 — 2014 | с | Два обличчя Стамбула             | Fatih Habriye         | Маджит Арждаоглу |
| 2013        | ф | Моя історія                      | Bir Hikayem Var       | Мерт             |
| 2015        | с | Повалений любов'ю                | Sevdam Alabora        | Гьокхан          |
| 2015 — 2016 | с | Величне століття. Нова володарка | Muhteşem Yüzyıl Kösem | Мехмед III Герай |
| 2016 — 2017 | с | Навчи мене кохати                | Bana Sevmeyi Anlat    | Альпер           |
| 2018        | с | Гріхи мого батька                | Vuslat                | Озан             |
| 2019—2021   | с | -                                | Babamin Gunahlari     | Азіз Коркмазер   |
| 2020        | с | -                                | Jet Sosyete           | Кенан            |
| 2021        | с | Рецепт кохання                   | Aşkın Tarifi          | Фірат            |
| 2022—-      | с | Наприкінці ночі                  | Gecenin Ucunda        | Казим Ішик       |